# Pidley
Pidley est un village du Cambridgeshire, en Angleterre.